# 天主教博智小學
天主教博智小學（英語：Price Memorial Catholic Primary School），為香港黃大仙區一所津貼小學，於1963年在同區橫頭磡邨創辦，1986年因重建遷至現址。
因收生不足，此校於2025年3月被下達「殺校」令。及後，教區決定將此校併入同系天主教伍華小學，將於2026年實施。

## 歷史
此校於1963年由瑪利諾外方傳教會創立，原址位於橫頭磡徙置區第5座（原E座）地下，為一所半日制小學。為紀念該修會創始人博智神父，此校遂命名為「博智學校」。至1974年，此校辦學權交還予天主教香港教區。
受屋邨重建影響，此校於1986年獲安置到天馬苑內一所小學校舍。至1988年11月29日，第二代校舍舉行揭幕典禮，由時任教區主教胡振中樞機主持。
於2004-06年間，此校逐步改為全日制，並維持至今。然而，自2007/08學年起，此校收生漸見不穩，踏入2020年代後情況更趨惡化，小一收生由三班逐步跌至不足一班，於2025年3月被教育局下令「殺校」。
其後，教區及校方決定將此校併入福德學校或天主教伍華小學，預計於2026-28年間實施。至同年4月11日，教區正式公佈此校將於2026/27學年起與後者合併。

## 校舍

### 橫頭磡邨校舍
此校第一代校舍位於橫頭磡邨第5座（原E座）地下。
此校於1986年遷出後，原有校舍隨即騰空，但校舍所在的樓宇直到1988年才拆卸。原址於兩年後完成重建，成為同一屋邨的宏頌樓。

### 天馬苑校舍
此校現存校舍為一座標準小學校舍，設有24間課室及各特別室，並曾擴建新翼。校舍與天馬苑二期工程綑綁興建，於1984年動工，定於1985年12月建成，翌年遷入。
此校亦是區議會黃大仙西選區的指定票站之一。
隨著此校將於2026年併入伍華小學，原有校舍將會空置，用途未明。

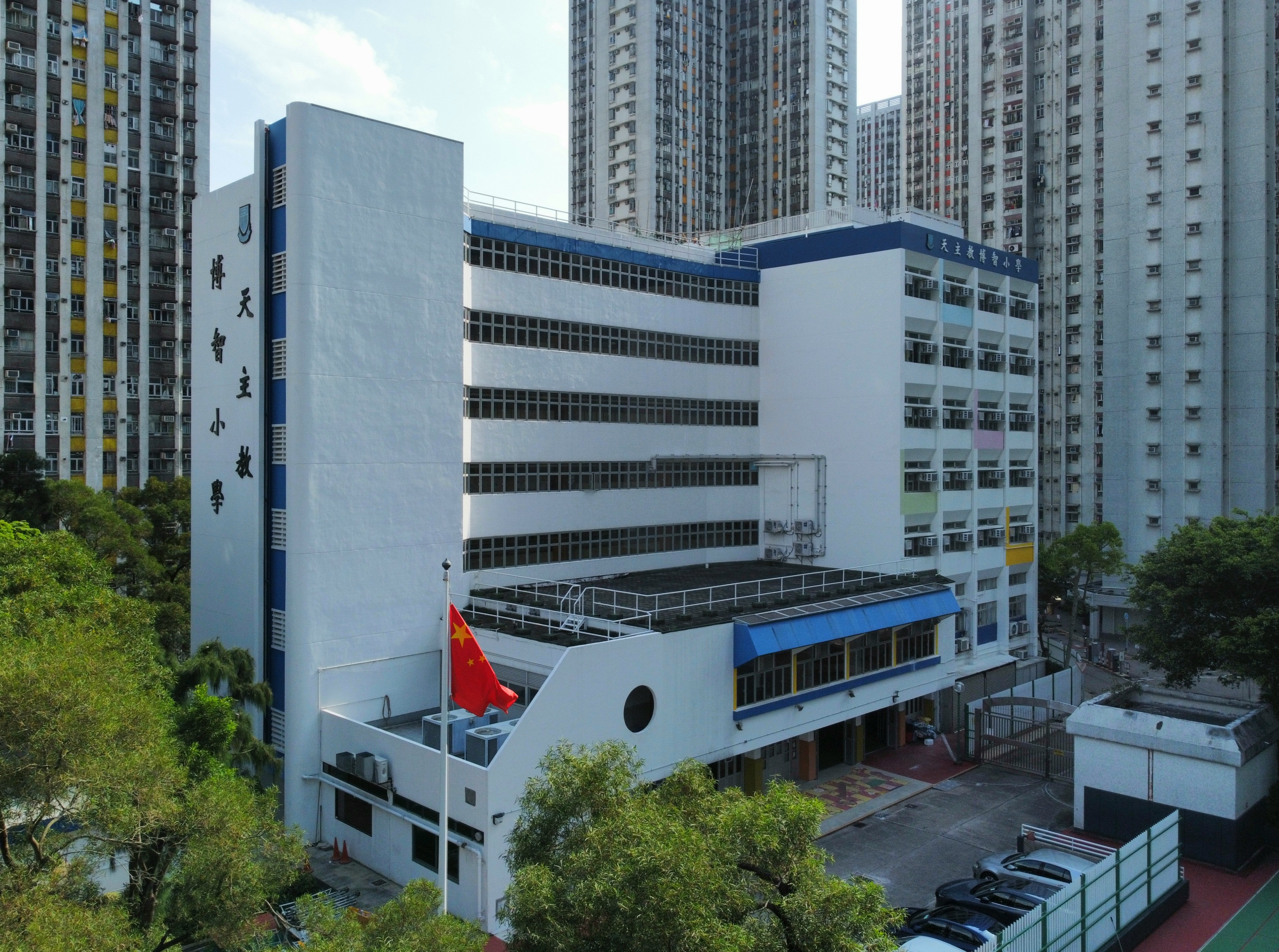

## 歷任行政人員

### 校監[12]
- 1963年-1965年：莫若翰 神父
- 1965年-1968年、1982年-1984年：謝鳴之 神父
- 1968年-1977年：梁富猷 神父
- 1977年-1978年、1980年-1982年：林焯煒 神父
- 1978年-1980年：曾子光 神父
- 1984年-1994年：劉蘊遜 神父
- 1994年-2001年：譚坤 神父[13]
- 2001年-2010年：倪德文 神父[14]
- 2010年-2012年：李家榮 先生
- 2012年起：李烱輝 先生

### 校長[15]

#### 上午校
- 1963年-1968年：謝鳴之 神父（創校校長，1965年起兼任校監）
- 1968年-1971年：梁富猷 神父
- 1971年-1973年：盧鋼鍇 先生
- 1973年-1976年：劉伯榮 先生[註 1]
- 1976年-2004年：吳善榮 先生[註 1]

#### 下午校
- 1963年-1972年：葉焯垣 先生（創校校長）
- 1972年-1973年：劉伯榮 先生[註 1]
- 1973年-1976年：吳善榮 先生[註 1]
- 1976年-1985年：李煜鴻 先生
- 1987年-1989年：余向前 先生
- 1989年-1995年：蘇蘊珩 女士[16]
- 1995年-2001年：黃心明 先生[13]
- 2001年-2003年：劉聖南 先生[註 2][14]
  - 2003年-2004年：陳秀儀 女士（署任校長）[17]
  - 2004年-2006年：許麗英 女士（署任校長）

#### 全日
- 2004年-2007年：潘樹照 先生[17]
- 2007年-2010年：馮立榮 先生[5]
- 2010年-2018年：沈燕菊 女士
- 2018年-2023年：陳碧琪 女士
- 2023年起：何妙賢 女士

## 事件
- 2013年9月16日，此校在安排學生拍攝證件相時，有5名女生因穿著運動服，不符合證件相要求，校工隨即安排另外數名女生到更衣室互換校服。期間，其中一名女生因沒有穿著內衣，一度在眾師生面前半裸。及後，事主家長向教育局投訴，而局方隨即向此校「嚴正提示」，指上述做法並不恰當[18]。

## 校友
- 吳業坤：香港男歌手
- 楊雪盈（1999年畢業，午別不詳）：前灣仔區議會主席[19]
- 胡子彤（2004年畢業，上午校）：香港男演員、歌手[註 3]

## 註解
1. 1 2 3 4  本身為下午校校長，後轉至上午校。
2. ↑  原為同系元朗天主教小學末任校長。
3. ↑  胡子彤為Facebook公開群組「天主教博智小學校友會」的成員。

## 外部連結
- 天主教博智小學官方網頁